# Санта и компания
«Санта и компания» (фр. Santa et Cie) — французская комедия режиссёра Алена Шаба. Премьера состоялась 3 декабря 2017 года.

## Сюжет
Перед Рождеством все 92 тысячи эльфов Санта-Клауса внезапно заболели. Санта-Клаусу приходится лететь в ближайшую аптеку за витамином C, однако, из-за недостатка опыта общения с людьми, это превращается в настоящее испытание.

## В ролях
| Актёр              | Роль        |
| ------------------ | ----------- |
| Ален Шаба          | Санта-Клаус |
| Пио Мармай         | Тома        |
| Гольшифте Фарахани | Амели       |
| Бруно Санчес       | эльф Магнус |
| Одри Тоту          | Ванда       |

## Отзывы
Фильм получил преимущественно положительные оценки кинокритиков.